# Boskant (Meierijstad)
Boskant is een dorp  in de gemeente Meierijstad. Het omvat naast de kern ook de gehuchten De Bus, Scheeken Vernhout en De Bunders. Het dorp is gelegen aan de weg Sint-Oedenrode - Best, de voormalige N619. Op 1 januari 2023 telde Boskant 1.780 inwoners, op een oppervlakte van 11,1 km².
Boskant is vooral een agrarisch dorp met veehouderij en daarnaast enkele grote boomkwekerijen. In 1955 werd Boskant een eigen parochie. Boskant is niet zozeer een ontginningsdorp als wel gegroeid als verzorgingscentrum voor de omringende agrarische bevolking. De niet meer als zodanig in gebruik zijnde rooms-katholieke parochiekerk Sint-Ritakerk stamt uit 1956.
Het dorp heeft twee sportclubs: een voetbalclub (vv Boskant) en een tennisvereniging (tv Boskant).

## Geschiedenis
Tot 31 december 2016 was het dorp onderdeel van de gemeente Sint-Oedenrode en die gemeente ging op 1 januari 2017 op in de fusiegemeente Meierijstad.

## Natuur en landschap
Boskant ligt in Het Groene Woud, een gebied dat in 2005 aangewezen is als Nationaal Landschap. Dit agrarische cultuurlandschap omvat ook natuurgebieden met naald- en loofbossen. Er komt onder meer slanke sleutelbloem voor, bosanemoon en grootbloemmuur. Het natuurgebied De Scheeken ligt ten westen van Boskant. Ten noorden van Boskant loopt de Dommel.

## Naburige (kerk)dorpen
Sint-Oedenrode, Olland, Liempde, Best, Nijnsel.

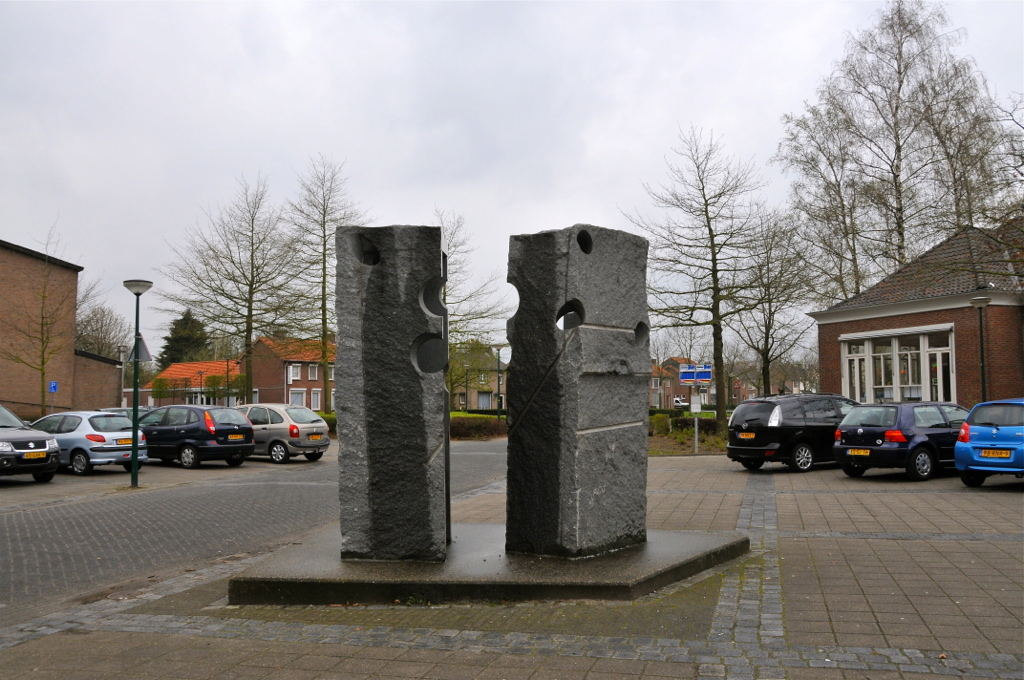
Standbeeld op het Ritaplein

Woonplaatsen: Erp · Schijndel · Sint-Oedenrode · Veghel

Dorpen: Boerdonk · Boskant · Eerde · Keldonk · Mariaheide · Nijnsel · Olland · Wijbosch · Zijtaart

Bedrijventerreinen: De Amert · De Dubbelen · Doornhoek · Oude Haven      Havengebied: Veghel-Haven

Buurtschappen: Achterste Hermalen · Beukelaar · Bolst · Borne · Bus · De Bus (Schijndel) · De Bus (Sint-Oedenrode) ·  De Haag · Dijk · Dorshout · Driehuizen · Eerschot · Elde · Everse · Ham · Havelt · Hazelberg · Hermalen · Het Schoor · Heuvel · Heuvelberg · Hoek · Hoeves · Hoogebiezen · Houterd · Hurkske · Jekschot · Kapeleind · De Kempkens · Kilsdonk · Koevering · Kraanmeer · Kremselen · Lagebiezen · De Laren · Lieseind · Looieind · Meijldoorn · Middegaal · Morsche Hoef · Mosbulten · Oetelaar · Rijkerbeek · Vernhout · Zondveld · Zwijnsbergen

Noord-Brabant: Steden en dorpen      Nederland: Provincies · Gemeenten